# Houlque laineuse
Holcus lanatus
Espèce
Classification phylogénétique
La Houlque laineuse (Holcus lanatus) est une plante herbacée vivace de la famille des Poacées, sous-famille des Pooideae, assez commune en Europe, fréquente dans les prairies naturelles acides, parfois cultivée comme couvert à gibier ou plante couvre-sol.

## Synonymie
- Holcus argenteus C. Agardh ex Roem. & Schult.
- Notholcus lanatus (L.) Nash ex Hitchc.
- Noms vernaculaires : houque laineuse, blanchard, petite fenasse[1].

## Étymologie
Le latin holcus et l'ancien français houlque ou houque désignaient des graminées à épi en panicule, du grec holcos (ὁλκός : qui attire) : tirer ou retirer (une écharde). L'adjectif laineuse fait référence à sa villosité et à la sensation éprouvée au toucher de l'épi.

## Description
C'est une plante de taille moyenne (jusqu'à 80 cm de haut), très velue.
L'épi, d'abord vert pointu et compact, s'étale et passe ensuite au rose violacé.
Organes reproducteurs
- Couleur dominante des fleurs : rose
- Période de floraison : juin à septembre
- Inflorescence : panicule d'épillets
- Sexualité : androdioïque
- Ordre de maturation : protandre
- Pollinisation : anémogame

Graine
- Fruit : caryopse
- Dissémination : épizoochore

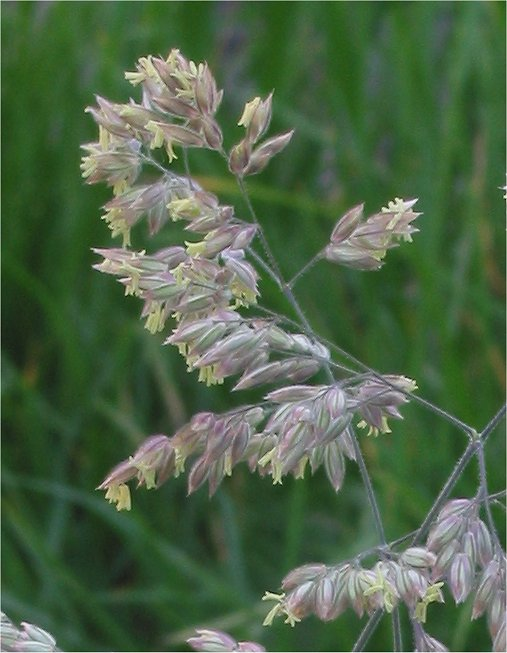
L'épi
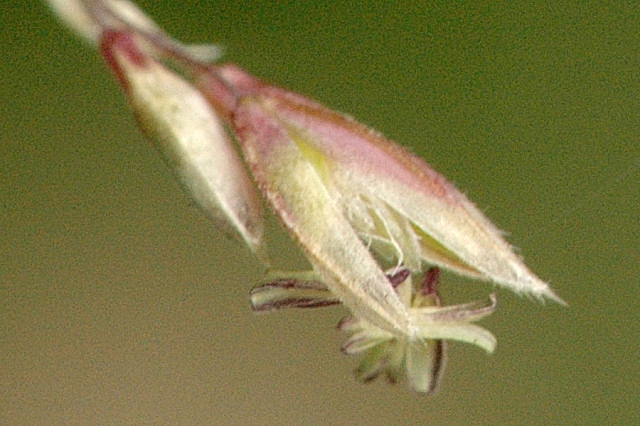
Détail d'une fleur et anthères
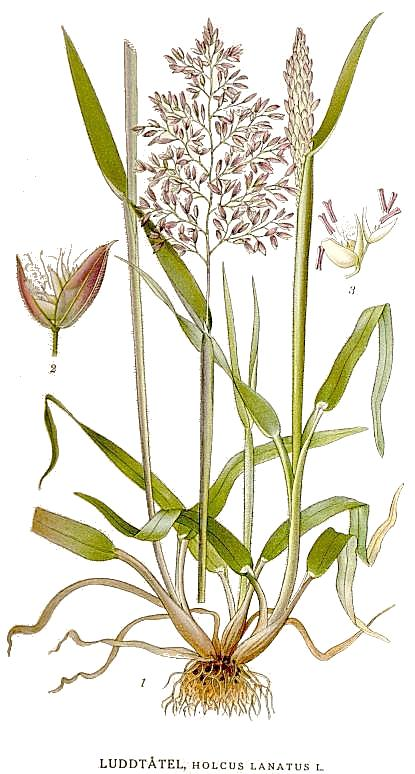
Planche botanique, Bilder ur Nordens Flora, StockHolm, 1917

## Particularité: résistance à l'arsenic
La Houlque laineuse est l'une des plantes dont certaines souches se montrent particulièrement résistantes à l'arsenic (et plus précisément aux arséniates, formes les plus fréquentes de l'arsenic dans les sols, autrefois utilisée dans certains pesticides (herbicides, fongicides, insecticides  comme sur les golfs où la houlque est jugée par ailleurs indésirable). Les pollutions à l'arsenic sont plus souvent le fait de résidus de l'industrie ou de munitions de guerre, elles sont parfois naturelles comme dans le cas des eaux de puits du Bangladesh[réf. nécessaire].
Habituellement, les arséniates (sels de l'acide arsénique H3AsO4, qui est un analogue de l'acide phosphorique H3PO4) sont facilement absorbés par les racines des plantes, et ce sont des poisons violents qui bloquent notamment la synthèse de l'ATP.
Ainsi confondus avec les phosphates par les plantes, ils peuvent contaminer le réseau trophique. Mais quelques espèces ou souches de plantes y ont développé une certaine résistance, dont notamment la Houlque laineuse,,,,. D'autres herbacées (Deschampsia cespitosa (L.) Beauv et Agrostis capillaris) y présentent aussi une bonne résistance, de même que quelques espèces de fougères métallophytes.

## Habitat et répartition
Prairies européennes circumboréales, tempérées et méditerranéennes, bordures de forêts, étangs, chemins, talus (clôture) Elle est considérée comme caractéristique des prairies atlantiques humides à tendance acide (Juncus subnodulosus–Cirsium palustre fen-meadow (en) des auteurs anglo-saxons : marais à Juncus subnodulosus et cirse des marais). On peut cependant la rencontrer en sol acide et sec; elle peut être indicatrice de pelouses métallicoles, on la rencontre des bords de mer jusqu'à la moyenne montagne,.
Elle est considérée comme envahissante (invasive) dans certains pays, par exemple en Amérique du Nord ou à La Réunion.

## Utilisation
- Plante fourragère (prairies naturelles, foin)

Elle n'est pas cultivée par les éleveurs en France, sa valeur alimentaire étant jugée médiocre à moyenne, elle est cependant bien consommée jeune et sa productivité est bonne. Elle est très commune dans les prairies permanentes pâturées peu intensives et les prairies de fauche (elle supporte mal le piétinement) où elle peut même devenir envahissante.
Dans le cas de rénovation de prairies elle peut être remplacée par la fléole des prés mieux appréciée du bétail et qui pousse dans les mêmes conditions de sol et de climat.
- Couvre-sol, couvert à gibier, réenherbement de zones marécageuses
- utilisation envisageable : phytoextraction de l'arsenic et du cadmium[16].

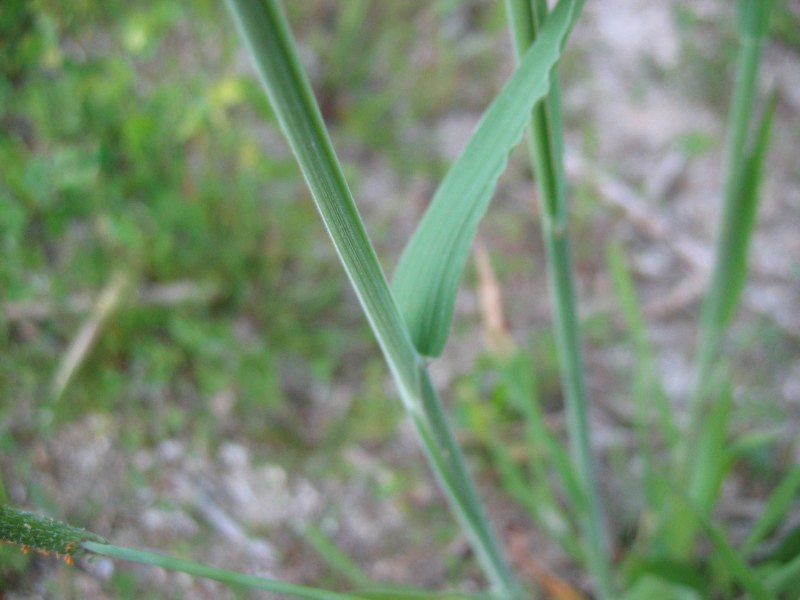
Ligule
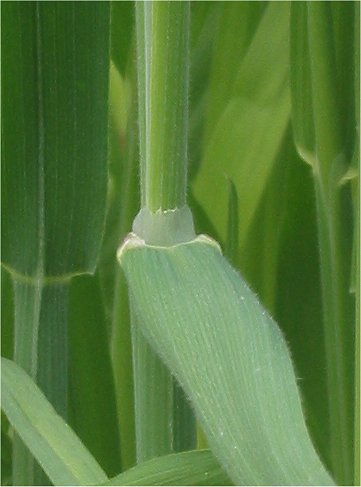
Ligule (détail)
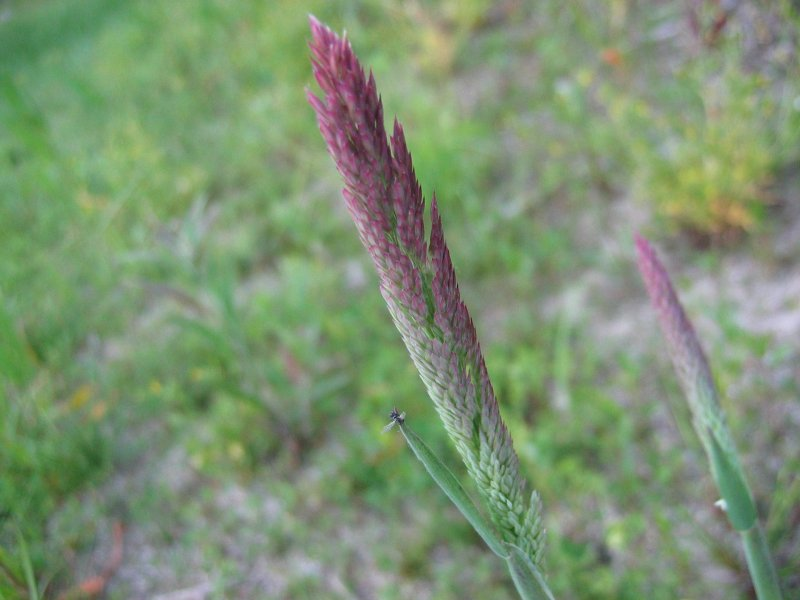
Inflorescence et couleur violacée typique
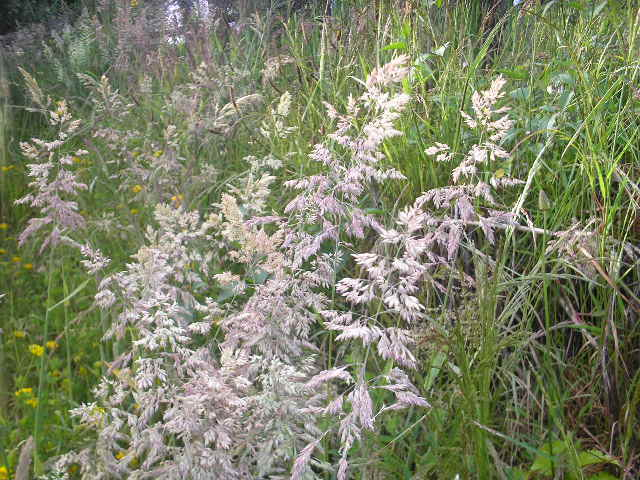
Inflorescence
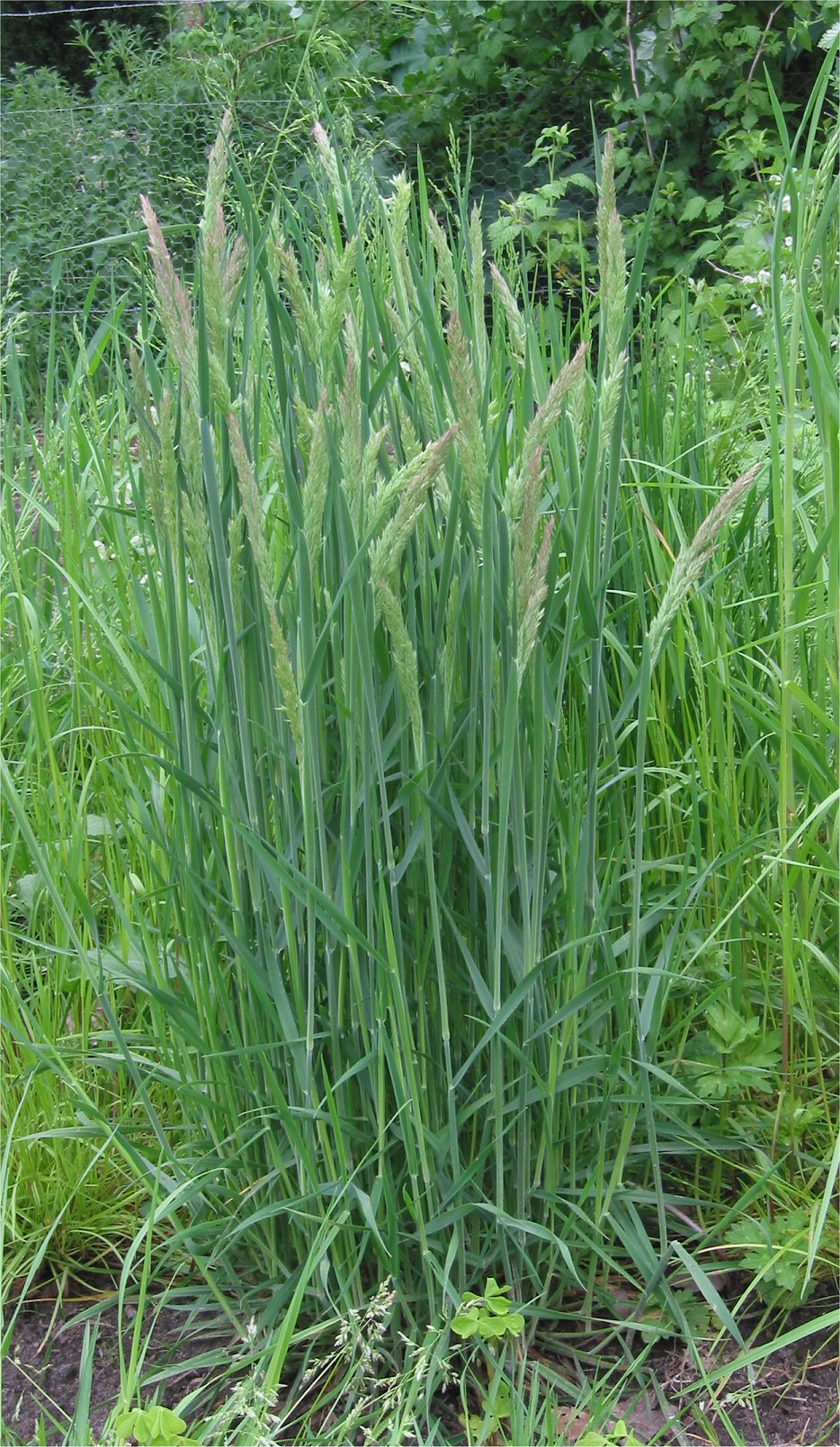
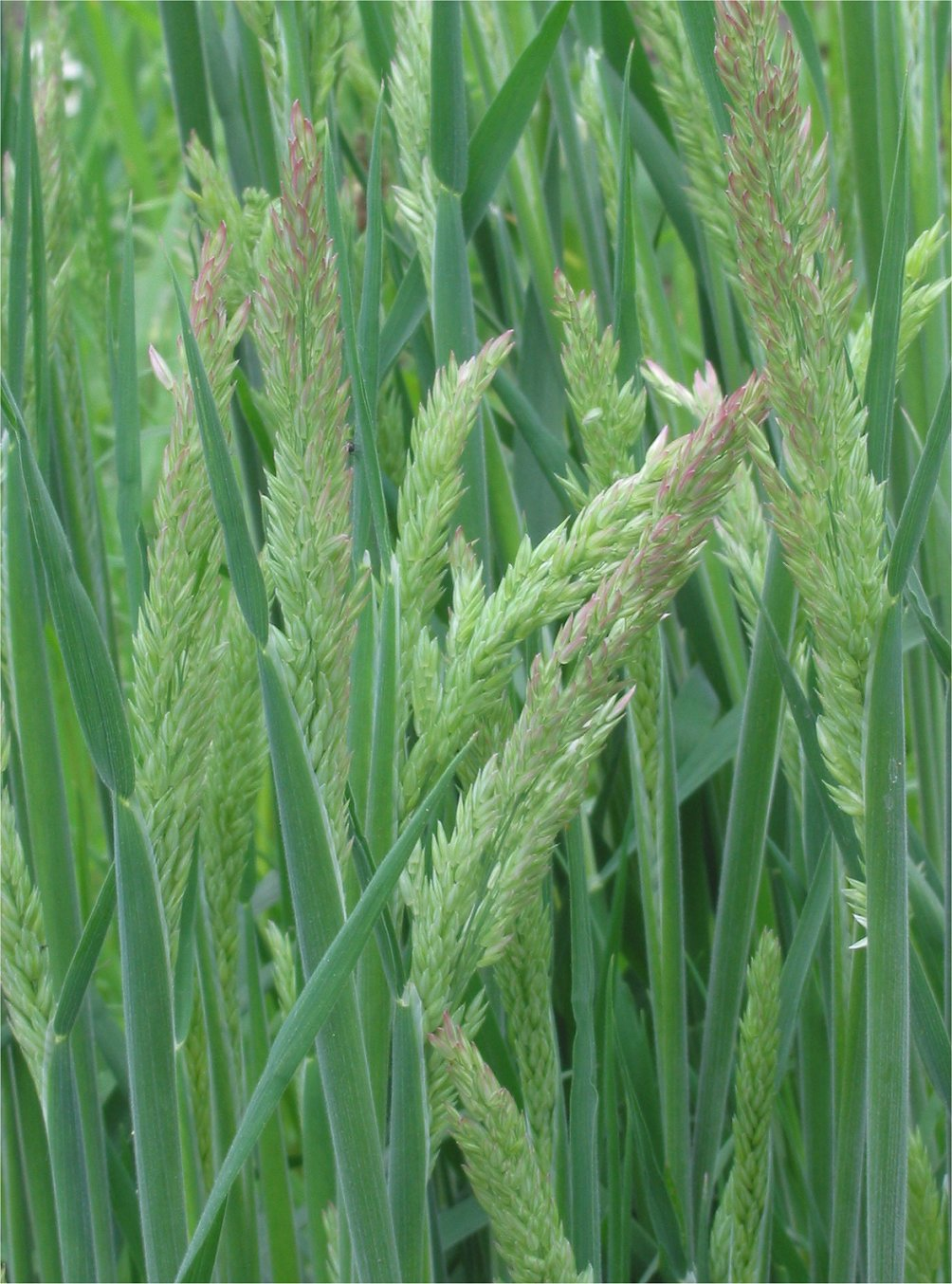
Enoplognatha ovata sur Holcus lanatus